# 뉴 소울 클래식
뉴 소울 클래식(Nu Soul Classik)은 대한민국의 힙합 크루이다. Infinite Flow를 중심으로 만들어졌던 크루 무한류를 전신으로 하며, 2002년 마스터플랜의 컴필레이션 MP HIPHOP Project 2002 풍류 수록곡 뉴 소울 트레인 이 그 시작점이다. 이 곡은 Born Kim, Cubic(현 Junggigo)과 함께 각나그네가 처음으로 랩을 선보인 곡이기도 하다. 이후 각나그네의 EP가 발매되면서 Nu Soul Classik의 존재가 처음으로 알려졌고, Napow, Seoul Star 등의 프로젝트 팀이 만들어져 활동을 이어나갔다. 2008년 이후로는 활동이 전무하다시피 하였다.
2010년 4월에는 JAZ가 자신의 블로그에 Junggigo와 넋업사니에게 아쉬운 마음을 토로하는 글을 올렸고 이에 대해 Junggigo가 불편함을 토로하는 답글을 자신의 싸이월드 미니홈피에 올리는 사건이 있었다. 두 사람이 글을 모두 삭제되어 여운을 남기면서 사건은 커지지 않고 일단락되었으나 팬들은 당분간 Nu Soul Classic의 활동을 기대하지 못할 것이라 느끼고 아쉬워하였다.

## 멤버
- 넋업사니
- Superman IVY - 현재 JAZ로 활동 중
- Born Kim
- Junggigo

## 프로젝트 팀
- Napow - 넋업사니, Superman IVY
- Seoul Star - Junggigo, Superman IVY